# ريكاردو روشي
ريكاردو روشي (بالإسبانية: Ricardo Roach) هو منافس ألعاب قوى تشيلي، ولد في 12 أكتوبر 1972.

## وصلات خارجية
- ريكاردو روشي على موقع الاتحاد الدولي لألعاب القوى (الإنجليزية)
- ريكاردو روشي على موقع أوليمبيديا (الإنجليزية)